# Фэрис Бэдван
Фэрис Бэдван (также известный как Фэрис Роттер англ. Faris Badwan; род. 21 сентября 1986) — британский музыкант, известный тем, что является ведущим вокалистом The Horrors.

## Биография
Фэрис Бэдван родился 21 сентября 1986. Его отец — палестинец, работает нейрохирургом, а мать — англичанка. У него есть три брата, Тэрик, Гарри и Лэйт, которые учатся в Рагби-Скул. В 1999 Бэдван получил стипендию в престижной школе Рагби, где он встретил басиста The Horrors Томети Ферса. Продолжая образование, он переехал в Лондон, чтобы изучить искусство иллюстрации в Центральном Колледже искусств и дизайна Сэйнт Мартинса в 2004, в конечном счете бросил учёбу, чтобы сконцентрироваться на музыкальной карьере с группой.

## Карьера музыканта
Бэдван известен прежде всего как вокалист The Horrors, сформированной в Саутенд-он-Си в 2005. Бэдван и его группа были выгнаны с концерта в Массачусетсе в 2007 после того, как он разбил керамическую вазу Элвиса Пресли на сцене. Гитарист Джошуа Третий сломал Фэрису нос, случайно ударив его гитарой.
В настоящее время так же является одним из вокалистов недавно образовавшейся группы Cat's Eyes, которая по звучанию своему минимально схожа с ещё одним сайд-проектом Фэриса - группой Lumina, успевшая выпустить, к сожалению, всего лишь одну песню.